# Тройные ворота
Тройные ворота (лат. Porta Trigemina) — одни из важнейших ворот Сервиевой стены Рима, построенные в 4 веке до нашей эры; сквозь ворота проходила Остийская дорога, ведущая к Остии, крупнейшему римскому порту. До наших дней ворота не сохранились, однако они часто упоминаются античными авторами. Согласно их заметкам, они стояли между северным склоном холма Авентин и рекой Тибр, с юго-восточной стороны Бычьего форума. Название ворот позволяет предположить, что они имели три прохода, из которых центральный предназначался для транспортных средств, а два боковых — для пешеходов.
В начале второго века до нашей эры в непосредственной близости от ворот находился торговый порт, в связи с чем неподалёку от ворот были сооружены многочисленные склады. Вероятно, это были временные сооружения, которые были снесены при перемещении порта вниз по течению Тибра, так как после 173 года до нашей эры никаких упоминаний складов не находится. Плавт описывает пространство за воротами как излюбленное место нищих.
Некоторые исследователи считают, что во времена Октавиана Августа ворота были реконструированы.